# 吉岡酒造場
吉岡酒造場（よしおかしゅぞうじょう）は、京都府京丹後市弥栄町溝谷外村（とのむら）に本社をおく酒造メーカーである。代表銘柄は「吉野山」。
杜氏と溝谷集落在住の蔵人のみで受け継がれてきた丹後杜氏の伝統的な酒蔵のひとつ。少量手づくりの酒造りで、すべての酒を昔ながらの木槽で搾る現代には珍しい酒蔵である。

## 歴史

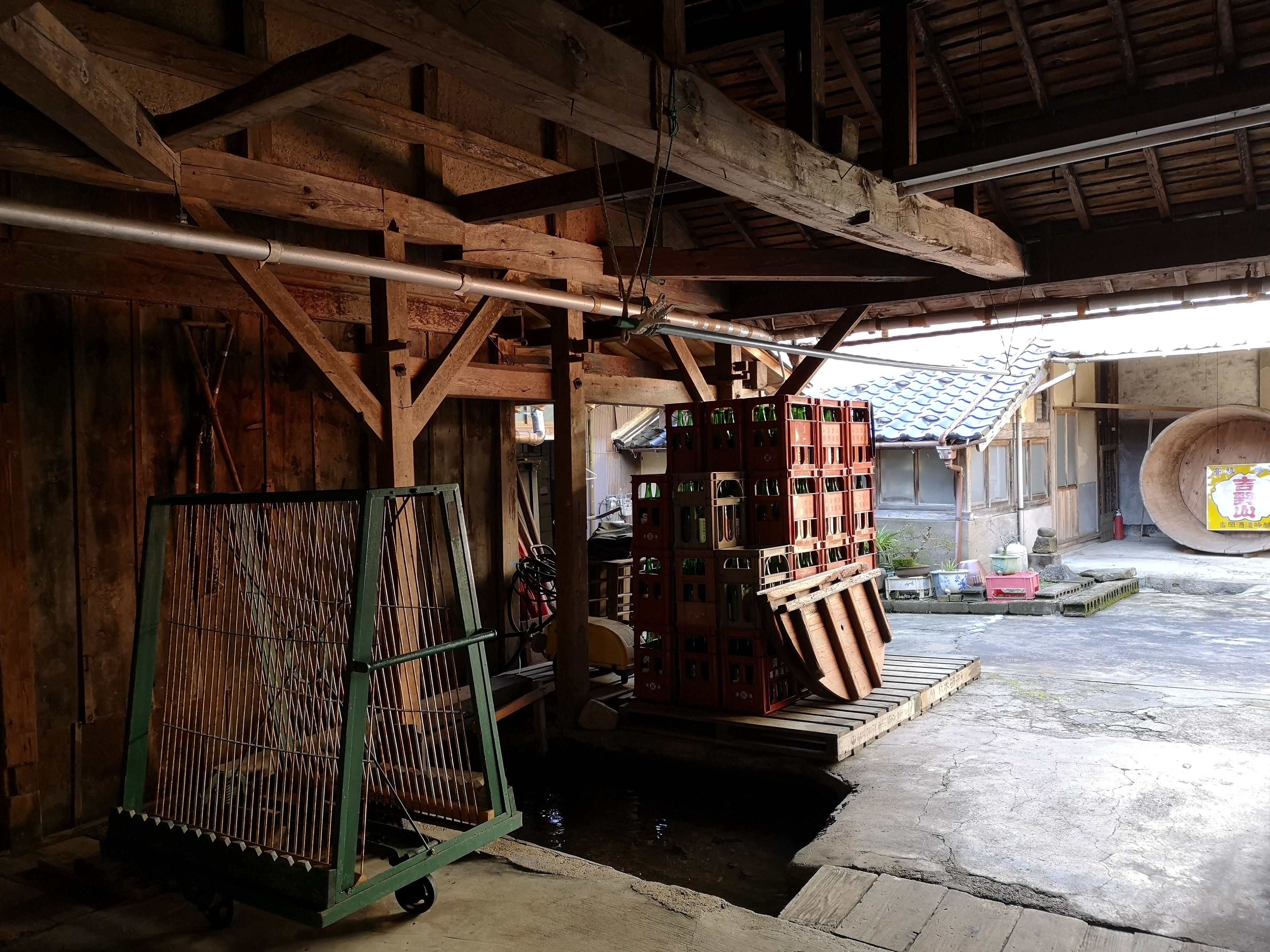
敷地内中央を小川が流れる。

1789年（寛政元年）、初代・吉岡直七によって創業された。代表銘柄「吉野山」の名称は、丹後半島の中央に位置する吉野山系にちなむ。吉岡酒造場のある外村（とのむら）集落は、京丹後市弥栄町溝谷の氏神である溝谷神社が鎮座する歴史ある集落で、金剛童子山系に発する清流の水が溝谷川となって流れ、その流域に田畑が広がる。吉岡酒造場は、この地元で産出するコメを原料とし、蔵元の裏山から出る金剛童子山の伏流水で酒を醸す、100パーセント地産の酒造りを旨とする。2022年（令和4年）現在、8代目蔵元の吉岡直昭は、2002年（平成14年）に35歳の時に、長く勤めていた杜氏が病で引退したことをきっかけに蔵人となり、杜氏となった。
吉岡酒造場は、杜氏である吉岡と地元・溝谷の蔵人2人で管理できる量だけを仕込み、土地に根ざした酒造りの伝統を継承している。2005年（平成17年）に組合が消滅した丹後杜氏の伝統の造りと味を残すため、昔ながらの「杜氏が受け継いできたずっしりとした”日本酒らしい日本酒”の味」にこだわり、流行に左右されない酒造りを心がける。
小仕込みのため、地元以外ではほとんど流通せず、「幻の酒」と称される丹後杜氏を代表する地酒蔵であったが、2021年3月にオンラインショップを開設した。

## 特徴

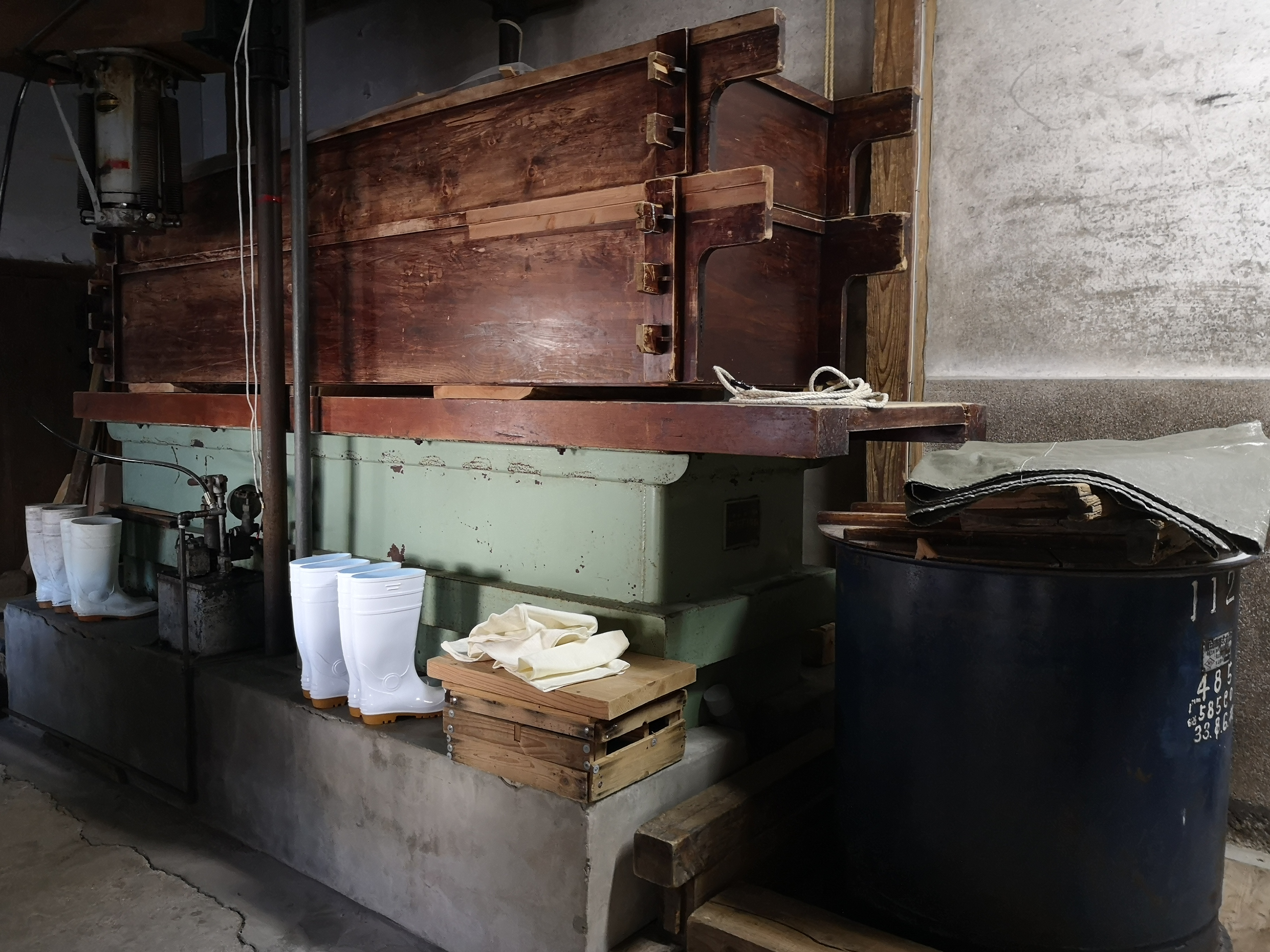
しぼりに使われる木槽

主に用いる酒造米は「山田錦」、「五百万石」、「祝」。地元産にこだわり、掛米として京都府産の「京の輝き」を使用する。早生米は使わない。
最大の特徴は、蔵人の手作業により、全量を昔ながらの槽しぼりで行っている酒造りである。出来上がった醪を約10リットルずつ酒袋に詰め、「槽（ふね）」と呼ぶ木箱に約400袋を積み重ねて、重石をし、ゆるやかに圧力をかけて丸2日間かけて酒をしぼる。この圧搾には、自動圧搾ろ過機の倍以上の時間を要するが、強い圧力をかけずに時間をかけてしぼることで、雑味がない上品な趣の酒となる。しぼり終えた後の酒粕もふっくらしており、上質なものであるという。
金剛童子山の伏流水が小川となって酒造場に流れ込み、昭和期までは水車で精米を行っていた。酒造りにも使用しているこの伏流水はやや硬質で、日本酒度では辛口〜大辛口の酒となる。にもかかわらず口当たりはやわらかで、甘みがあるのが特徴。
醸造アルコールを一切使用しない商品もある。

## 製品

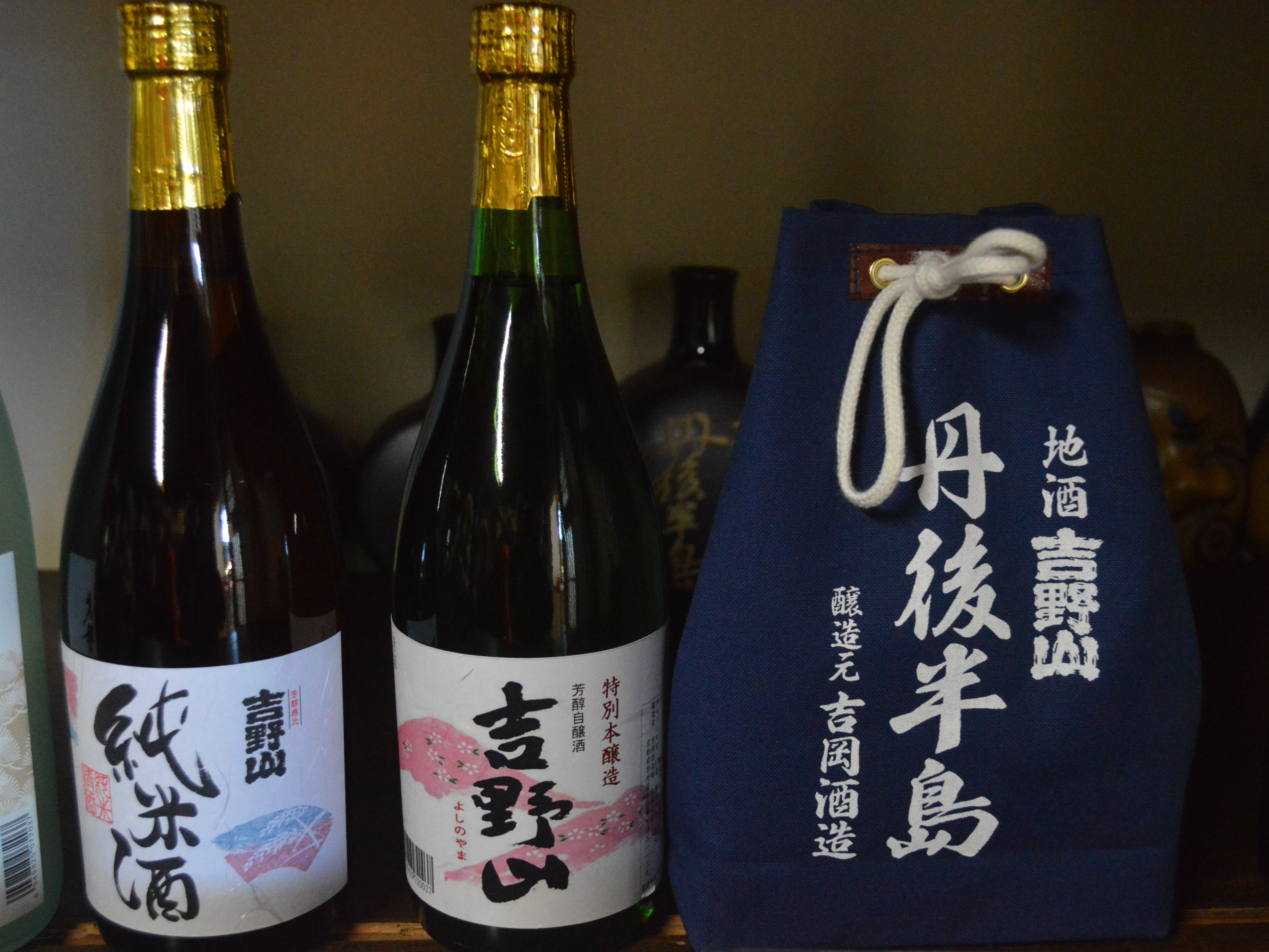
代表銘柄の「吉野山」

- 「吉野山」 - 代表銘柄として10種類あり、主に地元・丹後地方のほか京都市内で販売する[2]。もっとも一般的なもので、酒米は加悦谷産の「祝」を使用し、精米60パーセント、やや辛口[12]。少品種少量醸造の「純米酒 吉野山」は幻の酒と称される[12]。
- 大吟醸「超特撰大吟醸」 - 山田錦を40パーセント以下まで精米して低温発酵で時間をかけて熟成する。まろやかな口当たりとフルーティな味わいが特徴の冷酒。酒度+5、酸度1.5[5]。
- 普通「上撰」 - 中辛口で魚介料理との相性が良い。精米70パーセント、酒度+3、酸度1.5[5]。
- 純米「特別」 - 五百万石を100パーセント原料とし、低温発酵させた代表作。精米60パーセント、酒度+6、酸度1.6[5]。
- アルコール度数20度以上の原酒や古酒の販売は、蔵元限定で行う[11]。

## 現地情報
- 敷地内の小川に、サワガニやカジカが生息する[4]。
- 所在地 - 627-0111 京都府京丹後市弥栄町溝谷1139（溝谷外村）
- 不定休　9:00～18:00営業